# Amorphophallus hirsutus
Amorphophallus hirsutus là một loài thực vật có hoa trong họ Ráy (Araceae). Loài này được Teijsm. & Binn. mô tả khoa học đầu tiên năm 1862.